# Phlogiellus subarmatus
Phlogiellus subarmatus é uma espécie de aranha pertencente à família Theraphosidae (tarântulas).